# Hurricane (sång)
"Hurricane" är en låt skriven av Bob Dylan och Jacques Levy 1975. Året efter kom den ut på singel samt på albumet Desire.
Låten handlar om rasism mot boxaren Rubin Carter som i ett uppmärksammat fall blev dömd för ett mord som han nekade till att ha begått, 1966. Dylan hade läst Carters självbiografi The Sixteenth Round som boxaren hade skickat till honom, och besökte honom i fängelset därefter. Efter mötet med Carter, bestämde sig Dylan för att skriva en låt om hela händelsen; en svart man blev dömd för ett mord han påstod att han inte begått.

## Listplaceringar
| Lista (1975-1976) | Position |
| ----------------- | -------- |
| Kanada            | 26       |
| Nya Zeeland       | 25       |
| Spanien           | 3        |
| Storbritannien    | 43       |
| Sverige           | 16       |
| USA               | 33       |
| Vallonien         | 21       |
| Västtyskland      | 37       |

## Album
- Desire - 1976
- Masterpieces - 1978
- Bob Dylan's Greatest Hits Volume 3 - 1994
- The Essential Bob Dylan - 2000
- The Best of Bob Dylan - 2000
- Dylan - 2007